# Zrakoplovstvo Nezavisne Države Hrvatske
La Zrakoplovstvo Nezavisne Države Hrvatske era l'aeronautica militare dello Stato Indipendente di Croazia e parte integrante delle forze armate croate dalla caduta del Regno di Jugoslavia alla fine della seconda guerra mondiale.

## Storia
La storia dell'aeronautica militare croata risale alla seconda guerra mondiale: durante il conflitto la maggior parte delle forze croate fu inviata sul fronte est con il nome croato Hrvatska zrakoplovna legija (in tedesco Kroatische Luftwaffen Legion, letteralmente "Legione delle forze aeree croate"). Questa forza aerea allora consisteva in uno squadrone di caccia equipaggiato con i Messerschmitt Bf 109 ed uno squadrone di bombardieri equipaggiato con i Dornier Do 17. In particolare lo squadrone di caccia prese parte alle operazioni aeree sul fronte orientale, e molti dei piloti croati, tra gli altri Mato Dukovac, Cvitan Galić, Franjo Džal, si distinsero in combattimento conquistando la fama di asso dell'aviazione.
L'aeronautica militare dello Stato indipendente di Croazia (o ZNDH) divenne attiva il 19 aprile 1941. Alla fine della guerra tutti gli aeromobili catturati alla ZNDH furono inglobati dall'aeronautica dell'Armata Popolare Jugoslava.

## Aeromobili in uso
|                   | Germania                                                   | Italia                                                                                          | Ex Regno di Jugoslavia | Prede di guerra                                   |
| ----------------- | ---------------------------------------------------------- | ----------------------------------------------------------------------------------------------- | --- | ------------------------------------------------- |
| Caccia            | Messerschmitt Bf 109 Messerschmitt Bf 110                  | Fiat C.R.42 Fiat G.50 Macchi C.200 Macchi C.202 Macchi C.205V                                   | Ikarus IK-2 | Dewoitine D.520 Morane-Saulnier MS.406 Avia BH-33 |
| Bombardieri       | Dornier Do 17 Dornier Do 215 Junkers Ju 87 Fieseler Fi 167 | Caproni Ca.310 Caproni Ca.311 Caproni Ca.313 Caproni Ca.314 Fiat B.R.20 Savoia-Marchetti S.M.79 | Rogožarski R-313 | Potez 630 Avia B-200 Bristol Blenheim             |
| Ricognitori       | Fieseler Fi 156 Heinkel He 46 Henschel Hs 126              | IMAM Ro.37                                                                                      | Breguet Bre 19 |                                                   |
| Addestratori      | Bücker Bü 131 Bücker Bü 181                                | Saiman 200 Saiman 202                                                                           | Fizir FN Zmaj Fizir FP-2 Ikarus MM-2 Ikarus Aero 2 Rogožarski PVT Rogožarski R-100 Rogožarski SIM-Х Rogožarski SIM-ХI Potez 25 |                                                   |
| Trasporti Utilità | WNF Wn 15                                                  | AVIA FL.3                                                                                       | RWD-13 Avia-Fokker F.IX Airspeed Envoy de Havilland DH.80 Puss Moth                                                            |                                                   |

### Annotazioni
1. ↑  Il prototipo.

### Fonti
1. ↑  Likso e Ćanak, 1998, pp. 78-80.